# Jonathan Caicedo
Jonathan Kléver Caicedo Cepeda (Provincia del Carchi, 28 aprile 1993) è un ciclista su strada ecuadoriano che corre per il team Petrolike. Professionista dal 2019, ha vinto una tappa al Giro d'Italia 2020.

## Palmarès
- 2015 (Strongman-Campagnolo-Wilier)

Campionati ecuadoriani, prova a cronometro
- 2016 (Strongman-Campagnolo-Wilier)

Campionati panamericani, prova in linea
12ª tappa Vuelta Ciclista a Costa Rica (Heredia > Heredia)
- 2017 (Bicicletas Strongman)

4ª tappa Clásico RCN
- 2018 (Medellín)

Classifica generale Vuelta a Colombia
- 2019 (EF Education First, due vittorie)

Campionati ecuadoriani, prova a cronometro
Campionati ecuadoriani, prova in linea
- 2020 (EF Pro Cycling, una vittoria)

3ª tappa Giro d'Italia (Enna > Etna)
- 2023 (EF Education First, una vittoria)

Campionati ecuadoriani, prova a cronometro
- 2024 (Petrolike, sei vittorie)

4ª tappa Vuelta al Táchira (Tovar > Mérida)
Classifica generale Vuelta al Táchira
2ª tappa Vuelta Bantrab (San Lucas Sacatepéquez > Totonicapán)
4ª tappa Vuelta Bantrab (Catarina > San Rafael Pie de la Cuesta)
Classifica generale Vuelta Bantrab
3ª tappa Sibiu Cycling Tour (Sibiu > Bâlea Lac)
- 2025 (Petrolike, una vittoria)

7ª tappa Volta a Portugal (Sabugal > Torre)

### Altri successi
- 2018 (Medellín)

Classifica a punti Vuelta a Asturias
- 2020 (EF Pro Cycling)

1ª tappa Tour Colombia 2.1 (Tunja > Tunja, cronosquadre)
- 2024 (Petrolike)

Classifica scalatori Vuelta Bantrab
1ª tappa Clásica COAC San Gabriel - Cinecable (Tulcán > Tulcán)

## Piazzamenti

### Grandi Giri
- Giro d'Italia

2019: 108º
2020: 65º
2021: ritirato (11ª tappa)
2022: non partito (16ª tappa)
2023: non partito (11ª tappa)
- Vuelta a España

2021: non partito (15ª tappa)
2022: 68º
2023: 47º

### Classiche monumento
- Liegi-Bastogne-Liegi

2021: 107º
2023: 82º
- Giro di Lombardia

2020: 78º
2023: 116º

### Competizioni mondiali
- Campionati del mondo

Yorkshire 2019 - In linea Elite: ritirato
Imola 2020 - In linea Elite: 80°
Glasgow 2023 - In linea Elite: ritirato